# RADWIMPS
RADWIMPS (ラッドウインプス Raddo'uinpusu) là một ban nhạc rock Nhật Bản, lần đầu xuất hiện vào năm 2003 và sau đó xuất hiện trên hãng thu âm Toshiba EMI năm 2005.
RADWIMPS đã đạt được nhiều thành công lớn về mặt thương mại trong năm 2006 với album RADWIMPS 4 ~Okazu no Gohan~ và với các đĩa đơn ORDERMADE (2008) và DADA (2011), hai đĩa đơn đều đạt vị trí số một trên bảng xếp hạng oricon. Nhóm còn được biết với việc soạn nhạc nền cho 3 phim điện ảnh anime Your Name – Tên cậu là gì?, Đứa con của thời tiết và Khóa chặt cửa nào Suzume.

## Tiểu sử
RADWIMPS ban đầu thành lập vào năm 2001 tại tỉnh Kanagawa của Nhật Bản ở năm nhất trung học. Năm thành viên đầu tiên của ban là bạn của nhau từ giữa năm học. Ca sĩ hát chính Yojiro Noda từng thích ban nhạc Oasis từ lúc ở trường, anh đã phải nhớ từng đoạn guitar và tập hát những bài của Oasis. Một người bạn của anh đã 
gợi ý nghề ca sĩ sau này cho ông, cả ban rất gắn bó với môn bóng chày tại thời điểm đó.
Trung tâm để cả ban hoạt động đặt ở Yokohama, họ lần đầu biểu diễn trực tiếp trong live house BB Street ở quận Kannai của Yokohama vào năm 2002. Thời điểm này, người chơi guitar Akira Kuwahara phải bỏ học giữa chừng để tập hợp cả ban lại. Vào năm 2002, cả ban tham gia lễ hội âm nhạc tổ chức tại trường trung học Yokohama và thắng một giải với bài hát "Moshi mo". "Moshi mo" là đĩa đơn của ban nhạc phát hành vào năm 2003, sau đó đã bán được 100 yên mỗi 10,000 bản. Một thời gian sau lễ hội âm nhạc ở trường, cả ban nhạc phải tạm ngừng để Noda và thành viên khác chuẩn bị cho những bài kiểm tra ở trường.
RADWIMPS bắt đầu hoạt động trở lại vào 2004, nhưng thành viên của ban Kei Asō, Yūsuke Saiki và Akio Shibafumi quyết định chưa tiếp tục hoạt động ban. Người chơi trống Satoshi Yamaguchi và chơi bass Yusuke Takeda được thêm vào ban mà thiếu sự kiểm duyệt. Takeda từng gặp RADWIMPS vào 2003 với tư cách là một thành viên biểu diễn từ ban khác tại lễ hội âm nhạc ở trường. RADWIMPS bắt đầu thu âm nhiều bài hát, tháng 7 năm 2004 là thời gian họ cho ra mắt đĩa đơn thứ hai "Kiseki" và có thêm một chuyến lưu diễn ba tháng. Sau chuyến lưu diễn, ban nhạc bắt đầu thu âm album thứ hai là RADWIMPS 2 ~Hatten Tojō~, được phát vào cuối năm. Sau album, cả ban có một chuyến lưu diễn năm tháng nữa là RADWIMPS Haruna Tour (はるなっTOUR), họ cũng biểu diễn ở một số lễ hội âm nhạc vào mùa hè, như Setstock và Summer Sonic. Trong thời gian này, RADWIMPS ra mắt đĩa đơn thứ ba, "Hexun / Kanashi", đây cũng là album đầu tiên lên bảng xếp hạng.
Tháng 11, ban nhạc ra mắt đĩa đơn "Nijūgoko-me no Senshokutai dưới hãng thu âm Toshiba EMI cũng như đĩa đơn khác "EDP (Tonde Hi ni Iru Natsu no Kimi)" vào tháng 11, cả hai đĩa đều lọt vào top 50 đĩa đơn của oricon. Được hợp tác với một hãng thu âm, Noda giải thích RADWIMPS là một ban nhạc độc lập và nói: "Nếu chúng tôi nổi tiếng vì hợp tác với một hãng thu âm, thì đó là một suy nghĩ hết sức sai lầm." Album thứ ba và là album thứ nhất hợp tác cùng hãng thu âm, RADWIMPS 3 ~Mujintō ni Motte Ikiwasureta Ichimai~ vào năm 2006, đã phát lên danh tiếng của ban, đạt vị trí thứ 13 trên bảng xếp hạng oricon. RADWIMPS 3 đánh dấu một phong cách âm nhạc mới của ban, đòi hỏi họ phải phát triển nhiều kinh nghiệm hơn trong phong cách mới này.
Khi danh tiếng của ban kéo dài đến cuối năm 2006, là thời điểm album RADWIMPS 4 ~Okazu no Gohan~ ra đời, cùng với đĩa đơn "Futarigoto" "Yūshinron" lọt top 20 và "Setsuna Rensa" lọt top 5. Thời gian này, những phát hành cũ của ban như RADWIMPS, RADWIMPS 2 và "Kiseki" lần đầu được xếp hạng, album RADWIMPS nhận chứng chỉ Vàng trao bởi Recording Industry Association of Japan. Ba năm sau vào đầu 2011, RADWIMPS 3 và RADWIMPS 4 bắt đầu lên bảng xếp hạng.
Năm 2008, RADWIMPS có đĩa đơn "ORDERMADE" đạt hạng nhất trên bảng xếp hạng oricon. Album Altocolony no Teiri vào năm 2009 bán được 213,000 bản tuần đầu tiên, đạt vị trí thứ 2 trên bảng xếp hạng oricon. Cả ban lại có đĩa đơn đạt hạng nhất lần hai là "DADA" năm 2011.
RADWIMPS ra mắt album thứ 6 Zettaizetsumei vào năm 2011, album đạt hạng 2 trên bảng xếp hạng Oricon và nhận chứng chỉ Bạch kim trao bởi RIAJ. Sau album là thời điểm ban nhạc bắt đầu chuyến lưu diễn "Zettaizetsumei Tour" khắp Nhật Bản từ tháng 4 đến tháng 8 năm 2011.
Ngày 11 tháng 3 năm 2012, RADWIMPS ra mắt đĩa đơn mới "Hakujitsu" (白日) trên YouTube, nhằm kỷ niệm một năm trận động đất và sóng thần Tōhoku 2011.
Ngày 24 tháng 8 năm 2016, RADWIMPS ra mắt album nhạc phim Your Name. (君の名は。 Kimi no Na wa.), cho bộ anime Your Name – Tên cậu là gì?.
Vào 19 tháng 4 năm 2017, trong giữa chuyến lưu diễn Human Bloom Tour của ban, RADWIMPS đã trình diễn với tư cách là khách mời cho A Head Full of Dreams Tour của Coldplay tại Tokyo Dome.

## Dự án phụ
RADWIMPS ngoài ra cũng trình bày âm nhạc dưới tên Misoshiru's ("The Miso-Soups"), chủ yếu chơi punk rock, ra mắt bài hát đầu tiên "Jennifer Yamada-san" trên đĩa đơn năm 2006 "Yūshinron" của ban. Misoshiru's ra mắt album đầu tay Me So She Loose vào năm 2013.
Yojiro Noda trở thành nhà sản xuất thu âm vào năm 2008, từng viết và sản xuất bài "Labrador" cho ca sĩ Chara, là ca khúc đầu cho album Honey của cô. Trong quá trình thu âm, Noda đã hợp tác với nhiều nghệ sĩ khác như Nobuaki Kaneko (Rize), Yoshifumi Naoi (BUMP OF CHICKEN), Susumu Nishikawa (Diamond Head) và Koichi Tsutaya.
RADWIMPS tham gia vào một ban nhạc đặc biệt là Terrakoya năm 2010, để kỷ niệm EMI Rocks cho 50 năm thành lập nền nhạc rock trong EMI Music Japan, cũng có những người khác tham gia vào như Acidman, Fujifabric, Atsushi Horie (Straightener), Susumu Nishikawa, The Telephones và Kazuya Yoshii. Cả ban ra mắt bài hát "Emi" vào tháng 11, sáng tác bởi Noda khi anh hợp tác với Yoshii, được thu âm tại Terra Studio vào tháng 6.
Yojiro Noda ra mắt bản solo illion vào năm 2013 và Ubu vào tháng 2 cùng năm tại Vương quốc Anh.

## Thành viên
Thành viên đang hoạt động chính thức
- Yojiro Noda (野田洋次郎) – hát chính (2001–nay), rhythm guitar (2005–nay)
- Yusuke Takeda (武田祐介) – bass, hát phụ (2003–nay)

Thành viên hiện không hoạt động chính thức
- Satoshi Yamaguchi (山口智史) – trống, hát phụ (2003–2015, đang tạm nghỉ vô thời hạn vì lí do sức khỏe[27])

Cựu thành viên
- Yūsuke Saiki (斉木祐介) – rhythm guitar (2001–2002)
- Kei Asō (朝生恵) – bass (2001–2002)
- Akio Shibafuji (芝藤昭夫) – trống (2001–2002)
- Akira Kuwahara (桑原彰) – guitar chính, hát phụ (2001–9/2021, nửa cuối 2022 - 17/10/2024)[28][29]

## Đĩa nhạc
Album phòng thu
- RADWIMPS (2003)
- RADWIMPS 2 ~Hatten Tojō~ (2005)
- RADWIMPS 3 ~Mujintō ni Motte Ikiwasureta Ichimai~ (2006)
- RADWIMPS 4 ~Okazu no Gohan~ (2006)
- Altocolony no Teiri (2009)
- Zettaizetsumei (2011)
- Batsu to Maru to Tsumi to (2013)
- Your Name. (2016)
- Human Bloom (2016)
- Your Name. (Deluxe Edition / Original Motion Picture Soundtrack) (2017)
- ANTI ANTI GENERATION (2018)
- Weathering With You (2019)
- Weathering With You -Complete Version- (2019)
- 2+0+2+1+3+1+1= 10 years 10 songs (2021)
- FOREVER DAZE (2021)
- Yomei 10-nen (original soundtrack) (2022)
- Suzume no Tojimari (2022)

Đĩa đơn
- Moshi mo (2003)
- Kiseki (2004)
- Kanashi (2005)
- Hexun (2005)
- 25-kome no Senshokutai (2005)
- EDP ~Tonde Hi ni Iru Natsu no Kimi~ (2006)
- Futarigoto (2006)
- Yūshinron (2006)
- Setsunarensa (2006)
- ORDERMADE (2008)
- Oshakashama (2009)
- Amaotoko (2009)
- Tayuta (2009)
- Keitaidenwa (2010)
- Manifesto (2010)
- DADA (2011)
- Kyōshinshō (2011)
- Sprechchor (2012)
- Dreamer's High (2013)
- Gogatsu no Hae / Last Virgin (2013)
- Kigou to Shite / "I" Novel (2015)
- Zenzenzense (2016)
- Saihate Aini / Brain Washing (2017)
- Mountain Top / Shape of Miracle (2018)
- Catharsis (2018)
- PAPARAZZI (English Version) (2019)
- We'll be alright (2019)
- Light the Light (2020)
- Nekojarashi (2020)
- SHINSEKAI (2020)
- cocorononaca (2020)
- Blame Summer (2020)
- Iron Feather (2021)
- TWILIGHT (2021)
- Utakata-Uta (feat. Suda Masaki) (2021)
- MAKAFUKA (2021)
- NINGEN GOKKO (2022)
- Suzume ft. Toaka (2022)
- KANATA HALUKA (カナタハルカ?) (2022)
- KANASHIBARI (feat. ao) (2023)
- DAI-DAN-EN (feat. ZORN) (2023)

## Các chuyến lưu diễn
- RADWIMPS Haruna Tour (RADWIMPSはるなっTOUR?) (2005)
- RADWIMPS to Iku Mujintō Tour Nisengohyaku-en? Drink-dai wa Betto Itadakimasu. (RADWIMPSと行く無人島ツアー2500円? ドリンク代は別途頂きます。?) (2006)
- September Niisan (セプテンバーにぃさん?) (2006)
- Sonata to Iku Fuyu no Tour (ソナタと行く冬のツアー?) (2006)
- Tour 2007 "Harumaki" (TOUR 2007 "春巻き"?) (2007)
- RADWIMPS "Iru Tokoro Nii Tour 09" (RADWIMPS "イルトコロニー TOUR 09"?) (2009)
- RADWIMPS Zettaizetsumei Tour (RADWIMPS 絶対延命ツアー?) (2011)
- RADWIMPS GRAND PRIX (2014)
- Human Bloom Tour (2017)[30]
- RADWIMPS Asia Live Tour (2017)[31]
- Road to Catharsis Tour (2018)[32]
- RADWIMPS Asia Live Tour (2018)[33]
- ANTI ANTI GENERATION Tour (2019)[34]
- KONNICHIWA NIPPON Tour (2020)[35] (đã bị hủy)
- FOREVER IN THE DAZE Tour (2021-2022)[36]

## Ứng dụng âm nhạc nhập vai di động
SHIN SEKAI (miễn phí khi xem)
 Thời gian tổ chức: 
- Đợt 1: 29-30/12/2020
- Đợt 2: 20/2/2021

SHIN SEKAI "nowhere" (trả tiền qua ứng dụng để xem)
 Thời gian tổ chức:
- Đợt 1: 16-18/7/2021
- Đợt 2: 30-31/7/2021

## Giải thưởng và đề cử
| Năm  | Đề cử / Tác phẩm                | Giải thưởng                                                             | Kết quả   |
| ---- | ------------------------------- | ----------------------------------------------------------------------- | --------- |
| 2002 | RADWIMPS, "Moshi mo"            | Lễ hội Âm nhạc Trường trung học Yokohama                                | Đoạt giải |
| 2007 | "Yūshinron"                     | SPACE SHOWER Music Video Awards 2007 — Chỉ đạo Nghệ thuật xuất sắc nhất | Đoạt giải |
| 2008 | "ORDERMADE"                     | MTV Video Music Awards Japan 2008 - Video nhạc rock hay nhất            | Đoạt giải |
| 2009 | "ORDERMADE"                     | SPACE SHOWER Music Video Awards 2009 — Lựa chọn của bạn hay nhất        | Đoạt giải |
| 2009 | "ORDERMADE"                     | SPACE SHOWER Music Video Awards 2009 - Video nhạc rock hay nhất         | Đoạt giải |
| 2009 | RADWIMPS                        | FM Festival "Life Music Award 2009" — Cuộc đời âm nhạc của năm          | Đoạt giải |
| 2009 | "Oshakashama"                   | FM Festival "Life Music Award 2009" — Lời bài hát hay nhất đời          | Đoạt giải |
| 2009 | Altocolony no Teiri             | FM Festival "Life Music Award 2009" — Album hay nhất đời                | Đoạt giải |
| 2010 | Altocolony no Teiri             | The Second CD Shop Awards — (?)                                         | Đề cử     |
| 2010 | "Oshakashama"                   | SPACE SHOWER Music Video Awards 2010 — Lựa chọn của bạn hay nhất        | Đoạt giải |
| 2010 | "Oshakashama"                   | MTV World Stage VMAJ 2010 — Video nhạc rock hay nhất                    | Đề cử     |
| 2011 | "Manifesto"                     | SPACE SHOWER Music Video Awards 2011 — Lựa chọn của bạn hay nhất        | Đoạt giải |
| 2011 | "Manifesto"                     | SPACE SHOWER Music Video Awards 2011 — Video được quay hay nhất         | Đoạt giải |
| 2011 | "DADA"                          | 2011 MTV Video Music Aid Japan — Video nhạc rock hay nhất               | Đề cử     |
| 2012 | "Kimi to Hitsuji to Ao"         | MTV Video Music Awards Japan 2012 — Video nhạc rock hay nhất            | Đề cử     |
| 2014 | "Last Virgin"                   | MTV Video Music Awards Japan 2014 — Video nhạc rock hay nhất            | Đề cử     |
| 2016 | RADWIMPS                        | MTV Europe Music Awards 2016 — Diễn xuất Nhật Bản xuất sắc nhất         | Đề cử     |
| 2016 | RADWIMPS                        | SPACE SHOWER Music Video Awards 2016 — Nhóm nghệ sĩ xuất sắc nhất       | Đề cử     |
| 2016 | RADWIMPS                        | Japan Record Awards 2016 — Giải đặc biệt                                | Đoạt giải |
| 2017 | Your Name.                      | Japan Academy Prize 2016 — Thành tựu xuất sắc trong thể loại âm nhạc    | Đoạt giải |
| 2017 | "Zenzenzense" (bản trong phim)  | Japan Gold Disc Award 2017 — 5 bài hát hay nhất theo lượt tải           | Đoạt giải |
| 2017 | "Nandemonaiya" (bản trong phim) | Japan Gold Disc Award 2017 — 5 bài hát hay nhất theo lượt tải           | Đoạt giải |
| 2017 | Your Name.                      | Japan Gold Disc Award 2017 — Album nhạc phim của năm                    | Đoạt giải |
| 2017 | RADWIMPS                        | SPACE SHOWER Music Awards 2017 — Nghệ sĩ nhạc rock xuất sắc nhất        | Đoạt giải |
| 2017 | RADWIMPS                        | SPACE SHOWER Music Awards 2017 — Nghệ sĩ của năm                        | Đoạt giải |
| 2018 | RADWIMPS                        | SPACE SHOWER Music Awards 2018 — Nhóm nghệ sĩ xuất sắc nhất             | Đề cử     |
| 2019 | RADWIMPS                        | SPACE SHOWER Music Awards 2019 — Nhóm nghệ sĩ xuất sắc nhất             | Đề cử     |
| 2019 | RADWIMPS                        | SPACE SHOWER Music Awards 2019 —                                        | Đoạt giải |
| 2019 | "Catharsis"                     | SPACE SHOWER Music Awards 2019 — Video của năm                          | Đoạt giải |